# Polydor Records
Polydor Records es una compañía discográfica filial de Universal Music Group, cuya sede se encuentra actualmente en el Reino Unido. Su estilo se enmarca en los géneros del pop, rock y R&B, dentro de los que se encuentran incluidos artistas del panorama pop británico, como es el caso de Bryn Christopher, Duffy, Sophie Ellis-Bextor, Ronan Keating, Girls Aloud, Ellie Goulding, Scissor Sisters, Björk, The Jam, y Take That. 
Polydor se encarga de fabricar y distribuir en el Reino Unido la música de los artistas de Interscope y Geffen Records como Billie Eilish, Blackpink, Eminem, Gwen Stefani, Kali Uchis, Kendrick Lamar, Lady Gaga, Olivia Rodrigo, Beky Ross, Selena Gomez, etc. Al igual que Interscope distribuye a los artistas de Polydor en Estados Unidos. En Francia representó a artistas Alizée y Mylène Farmer, esta última ha logrado vender más de 30 millones de discos en dicho país.

## Historia de la compañía
Polydor fue originariamente una filial de la casa discográfica Deutsche Grammophon Gesellschaft. Su nombre fue primero utilizado como sello de exportación. En 1924, las filiales británica y alemana de la compañía Gramophone habían roto sus vínculos durante la I Guerra Mundial. Deutsche Grammophon reclamó los derechos de la marca La Voz De Su Amo para Alemania, donde las grabaciones de La Voz De Su Amo fueron editadas bajo la marca Electrola. Por tanto, los discos exportados por Deutsche Grammophon fuera de Alemania lo hicieron bajo el sello de Polydor. Deutsche Grammophon perdió los derechos de La Voz De Su Amo frente a EMI como parte de las concesiones alemanas al finalizar la II Guerra Mundial.
Polydor se convirtió en un sello de música popular en 1946, mientras el famoso sello amarillo Deutsche Grammophon se especializaba en la música clásica. Difícilmente un francés podría comprar un producto etiquetado como Deutsche Grammophon Gesellschaft, así que Polydor se convirtió en el sello exportador de la compañía (incluyendo la música clásica) para Francia y los países de habla hispana durante toda la época del vinilo. En 1954, Polydor Records introdujo su distintivo color naranja en las etiquetas de los discos.
En 1972, Polydor se fusionó con el gigante Philips, propietario de Phonogram Records (Fonogram en España) para crear el sello PolyGram en los Estados Unidos. Polydor continuó como un sello subsidiario de la nueva compañía. Durante esta época, su artista más famoso en España fue el cantante valenciano Nino Bravo.
Ya en los años 1980, Polydor continuó haciendo negocios respetables, a pesar de que su sello hermano, Mercury, también propiedad de Polygram, comenzó a hacerle sombra.
A comienzos de los 90, Polydor comenzó a bajar sus ventas, obligando a Polygram a reducir su personal, moviéndolo hacia el nuevo PolyGram Label Group, diseñado para guiar sus sellos menores (como Island Records, London Records, Atlas Records o Verve Records).
En 1994, como Island Records les recupera de su crisis de ventas, PolyGram disuelve muchos de los sellos de PLG en Island. Mientras tanto, Polydor Records y Atlas Records se fusionan en una única compañía (Polydor/Atlas). En 1995, Polydor / Atlas se convierte simplemente en Polydor Records de nuevo.
Actualmente los fondos pertenecientes a Polydor Records se encuentran en el Archivo Municipal de Sant Adrià, en la provincia de Barcelona.